# Ċirkewwa
Ċirkewwa is een haven in het noordwesten van het eiland Malta in het gelijknamige land Malta. 
In de haven staat de Ċirkewwa Ferry Terminal, van waar veerboten vertrekken naar het eiland Gozo. In de zomer is er tevens een veerdienst naar de Blue Lagoon op Comino en zijn er mogelijkheden voor duikexcursies. Omdat Ċirkewwa geen dorp betreft, is er naast de infrastructuur naar de terminal geen verdere infrastructuur te vinden in de omgeving. Een nieuw te bouwen terminal op het terrein werd aangekondigd in mei 2010 . 
Bezoekers onderweg naar Gozo kunnen naar Ċirkewwa rijden door de borden met Gozo te volgen. Tevens kan er gebruik worden gemaakt van bussen vanuit Valletta, Sliema, Buġibba en San Pawl il-Baħar. Nabij de haven staat een hotel met zandstrand, Paradise Beach geheten.

## Duiken in Ċirkewwa
Ċirkewwa is een van de meest bezochte duiklocaties op het eiland. Er zijn onderwater kliffen, grotten, tunnels en een boog op een diepte van 27 meter onder het wateroppervlak. Bij Ċirkewwa liggen daarnaast de wrakken van de sleepboot MV Rozi en de Kondor-I klasse mijnenveger P29. Beide vaartuigen werden opzettelijk tot zinken gebracht, in respectievelijk 1992 en 2007. Verder de zee op richting Marfa Point is in een grot een mariabeeld geplaatst door de Amphibians Diving Club. 
Sinds midden 2010 werken duikers samen om het gebied rond Ċirkewwa uit te roepen tot Voluntary Marine Reserve. Hierdoor krijgt het gebied steun van de duikgemeenschap, die eraan werkt om samen met vissers en rederijen een gedragscode op te stellen waarmee het gebied beschermd en behouden wordt.

## Afbeeldingen

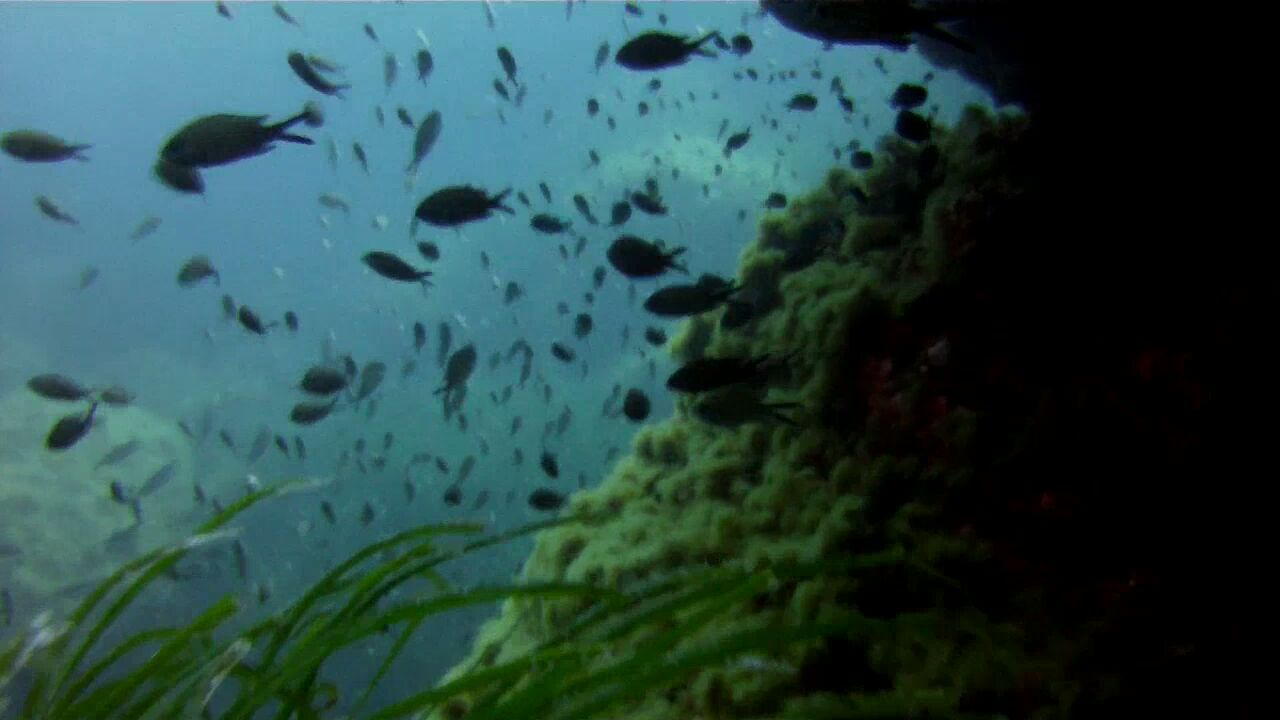
Boog van Ċirkewwa
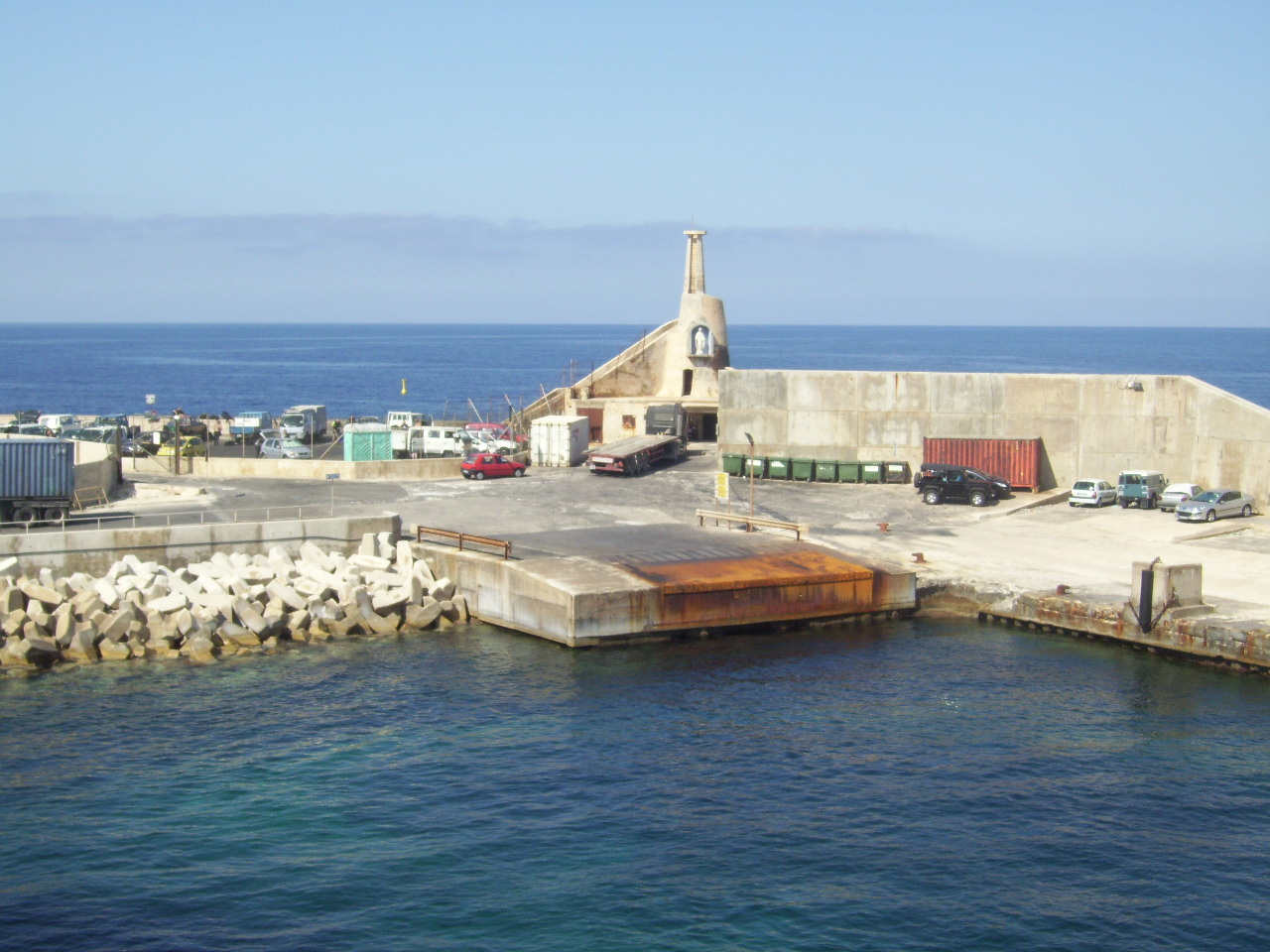
Ċirkewwa
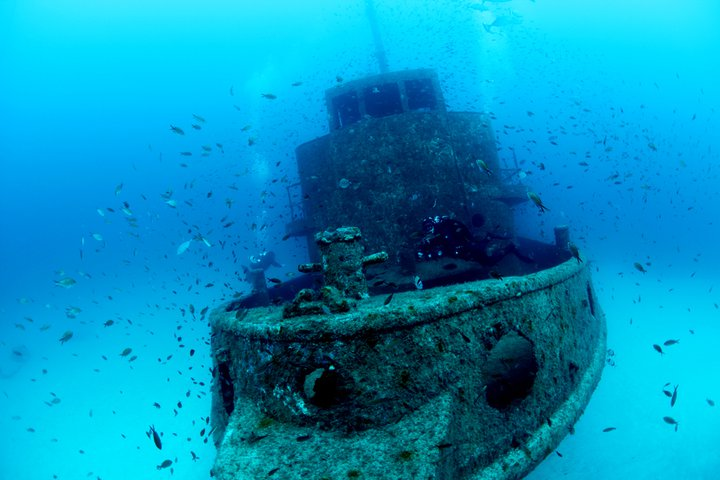
Wrak van MV Rozi nabij Ċirkewwa
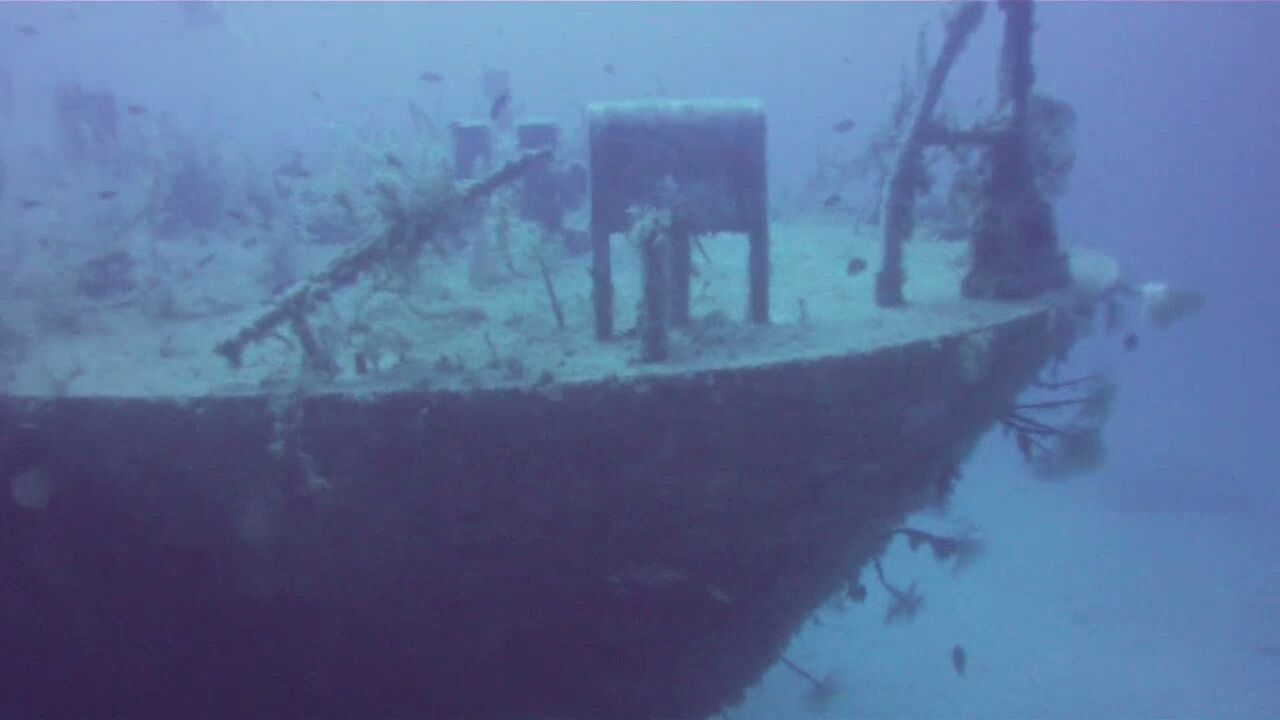
Wrak van de P29 nabij Ċirkewwa